# نظام بايدو للملاحة بالأقمار الاصطناعية
نظام بايدو للملاحة بالأقمار الاصطناعية (الصينية المبسطة: 北斗卫星导航系统؛ الصينية التقليدية: 北斗衛星導航系統؛ بينيين: Běidǒu wèixīng dǎoháng xìtǒng) هو نظام للملاحة لاسلكي صيني بالأقمار الاصطناعية تملكه وتديره إدارة الفضاء الوطنية الصينية. يوفر هذا النظام معلومات الموقع الجغرافي والوقت لجهاز استقبال بيدو في أي مكان على الأرض أو بالقرب منها حيث يتوفر خط رؤية واضح لأربعة أقمار صناعية أو أكثر تابعة له. لا يتطلب النظام من المستخدم إرسال أي بيانات، ويعمل بشكل مستقل عن أي استقبال هاتفي أو إنترنت. يتكون النظام من مجموعتين من الأقمار الاصطناعية - واحدة مخصصة للاختبار المحدود تعمل منذ عام 2000م، والثانية تمثل نظامًا كاملًا للملاحة. الجيل الثاني من النظام، المسمى رسميًا نظام بايدو للملاحة بالأقمار الاصطناعية ويسمى أيضًا البوصلة COMPASS وBeiDou-2 يتكون من 35 قمرًا صناعيًا. أصبح النظام عاملًا في الصين في ديسمبر 2011، مستخدمًا 10 أقمار صناعية، وبدأ في تقديم خدمات الملاحة للمستخدمين في منطقة آسيا-المحيط الهادئ في ديسمبر 2012م.
الخدمة الحالية، بايدو-3 (الجيل الثالث من بيدو)، توفر تغطية عالمية كاملة للتوقيت والملاحة، إلى جانب نظام غلوناس الروسي، وغاليليو الأوروبي، ونظام تحديد المواقع العالمي (GPS) الأمريكي. يتكون نظام بايدو من أقمار صناعية في ثلاثة مدارات مختلفة، منها 24 قمرًا صناعيًا في مدارات متوسطة الدائرة (تغطي العالم)، و3 أقمار صناعية في مدارات متزامنة مع الأرض (تغطي منطقة آسيا والمحيط الهادئ)، و3 أقمار صناعية في مدارات ثابتة جغرافيًا (تغطي الصين). دخل نظام بيدو-3 مرحلة التشغيل الكامل في يوليو 2020م. في عام 2016م، وصل بيدو-3 إلى دقة تصل إلى مستوى المليمتر مع المعالجة اللاحقة.
نظام بايدو الأول يحمل اسم نظام بايدو التجريبي للملاحة بالأقمار الاصطناعية (الصينية المبسطة: 北斗卫星导航试验系统؛ الصينية التقليدية: 北斗衛星導航試驗系統؛ بينيين: Běidǒu wèixīng dǎoháng shìyàn xìtǒng) يتكون من 3 أقمار الاصطناعية ويقدم تغطية وتطبيقات محدودتان. يقدم النظام خدمات الملاحة للمستخدمين في الصين والمناطق المجاورة منذ 2000م.
في أبريل 2018م، افتتحت الصين أول مركز خارجي لها في تونس. تم إنشاء المركز كمشروع رائد بين الصين والمنظمة العربية لتكنولوجيات الاتصال والمعلومات (AICTO) وهي منظمة حكومية تابعة لجامعة الدول العربية. ويهدف هذا المركز الصيني إلى تكثيف التعاون في مجال الملاحة عبر الأقمار الاصطناعية داخل جامعة الدول العربية بالاعتماد على نظام بيدو.
في عام 2015م، بعد خمسة عشر عامًا من إطلاق نظام الأقمار الصناعية، كان يُحقق مبيعات بقيمة 31.5 مليار دولار سنويًا لشركات كبرى مثل شركة علوم وصناعة الفضاء الصينية، وأوتونافي، ونورينكو. وقد نمت الصناعة بمعدل يزيد عن 20% في القيمة سنويًا لتصل إلى 64 مليار دولار في عام 2020م.

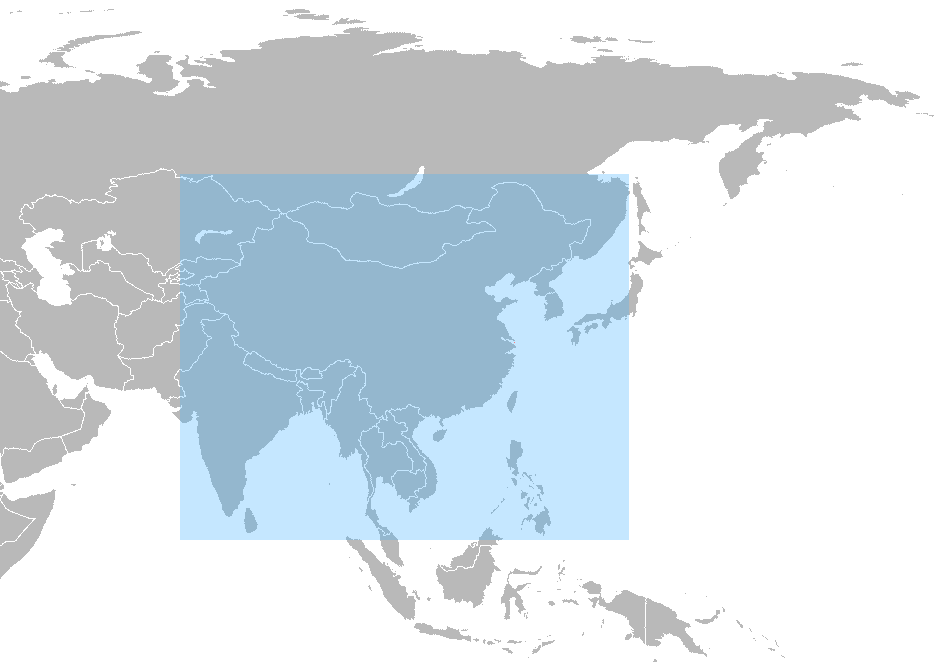
مضلع التغطية لنظام بيدو-1.

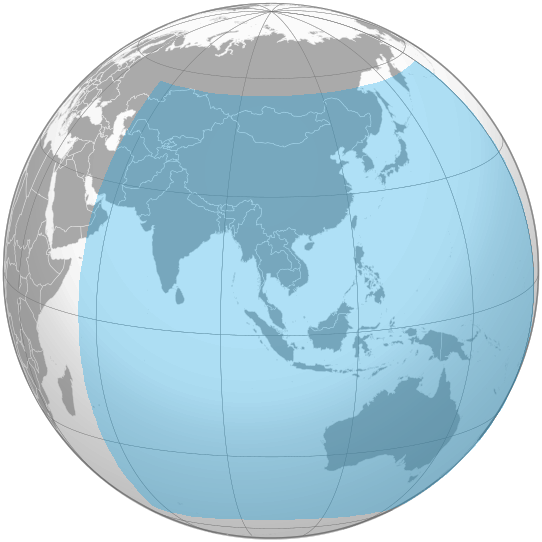
تغطية مضلع بيدو-2 في عام 2012م.

## تاريخ
كانت الفكرة الأصلية لنظام الملاحة الصيني عبر الأقمار الصناعية من ابتكار تشين فانغيون وزملائه في ثمانينيات القرن الماضي. وقد أظهرت حرب الخليج الأولى عام ١٩٩١م كيف منح نظام تحديد المواقع العالمي (GPS) الولايات المتحدة تفوقًا كاملًا في ساحة المعركة، وكيف يمكن استخدام أنظمة الملاحة عبر الأقمار الصناعية لشن «حرب فضائية». في عام ١٩٩٣م، أدركت الصين خطر حرمانها من الوصول إلى نظام تحديد المواقع العالمي خلال «حادثة ينهاي»، وخلال أزمة مضيق تايوان الثالثة عام ١٩٩٦م، مما أعطى الصين زخمًا لإنشاء نظام الملاحة عبر الأقمار الصناعية المحلي الخاص بها، والذي بدأ رسميًا عام ١٩٩٤م.
وفقًا للإدارة الوطنية الصينية للفضاء، سيُنفَّذ تطوير النظام في عام ٢٠١٠ على ثلاث مراحل:
٢٠٠٠م - ٢٠٠٣م: نظام ملاحة تجريبي، يتكون من ثلاثة أقمار صناعية (بايدو-١).
بحلول عام ٢٠١٢م: نظام ملاحة إقليمي يغطي الصين والمناطق المجاورة (بايدو-٢).
بحلول عام ٢٠٢٠م: نظام ملاحة عالمي (بايدو-٣).